# Parc provincial Rock Point
Le parc provincial Rock Point (anglais : Rock Point Provincial Park) est un parc provincial de l'Ontario (Canada) situé sur la rive du lac Érié dans le comté de Haldimand. Ce parc a été créé en 1957 et il a une superficie de 187 ha. Il est administré par Parcs Ontario.